# Jozef Jan Tuerlinckx

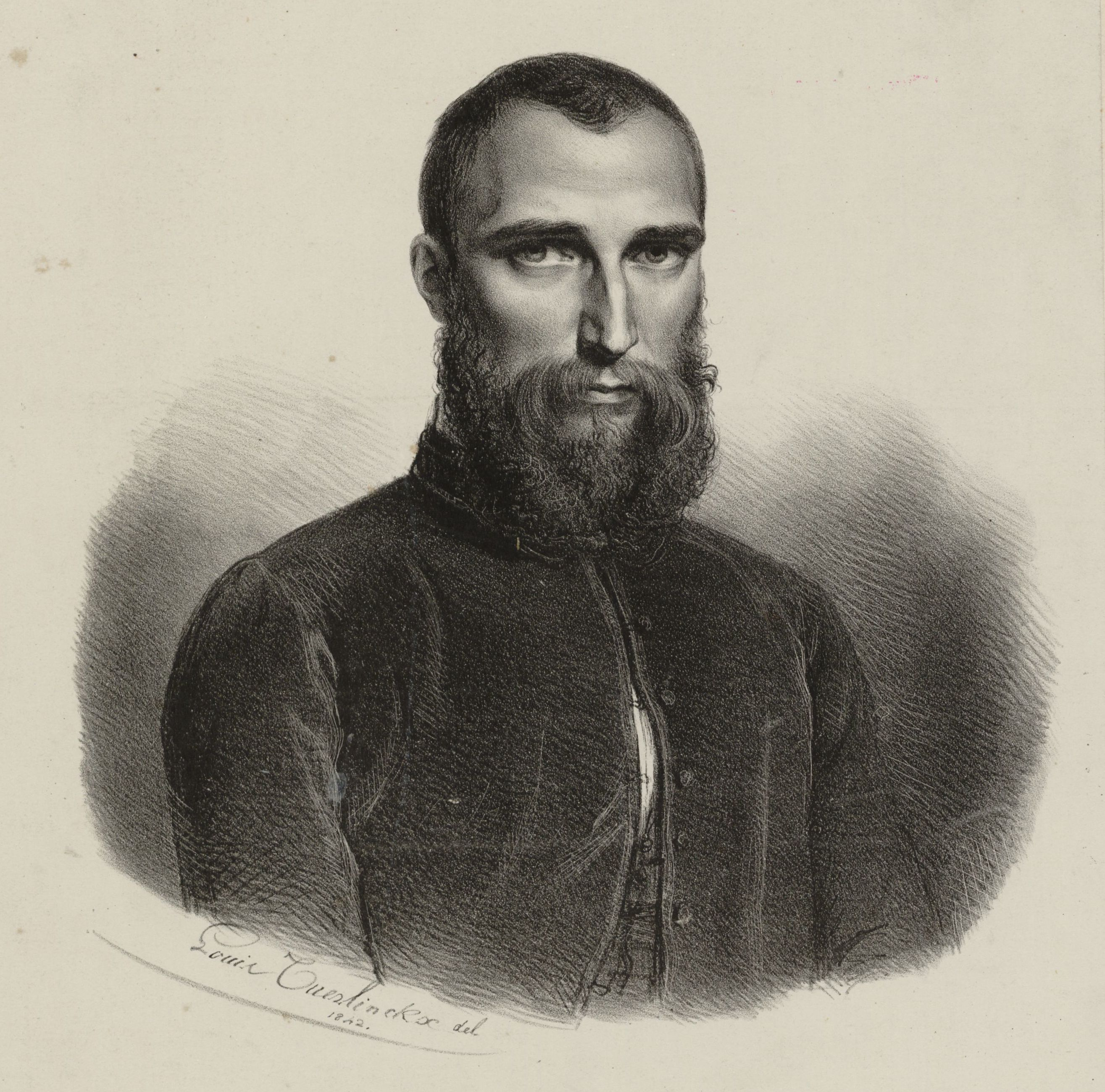
Jozef Jan Tuerlinckx, 1842, door Louis Tuerlinckx, Felixarchief, Antwerpen

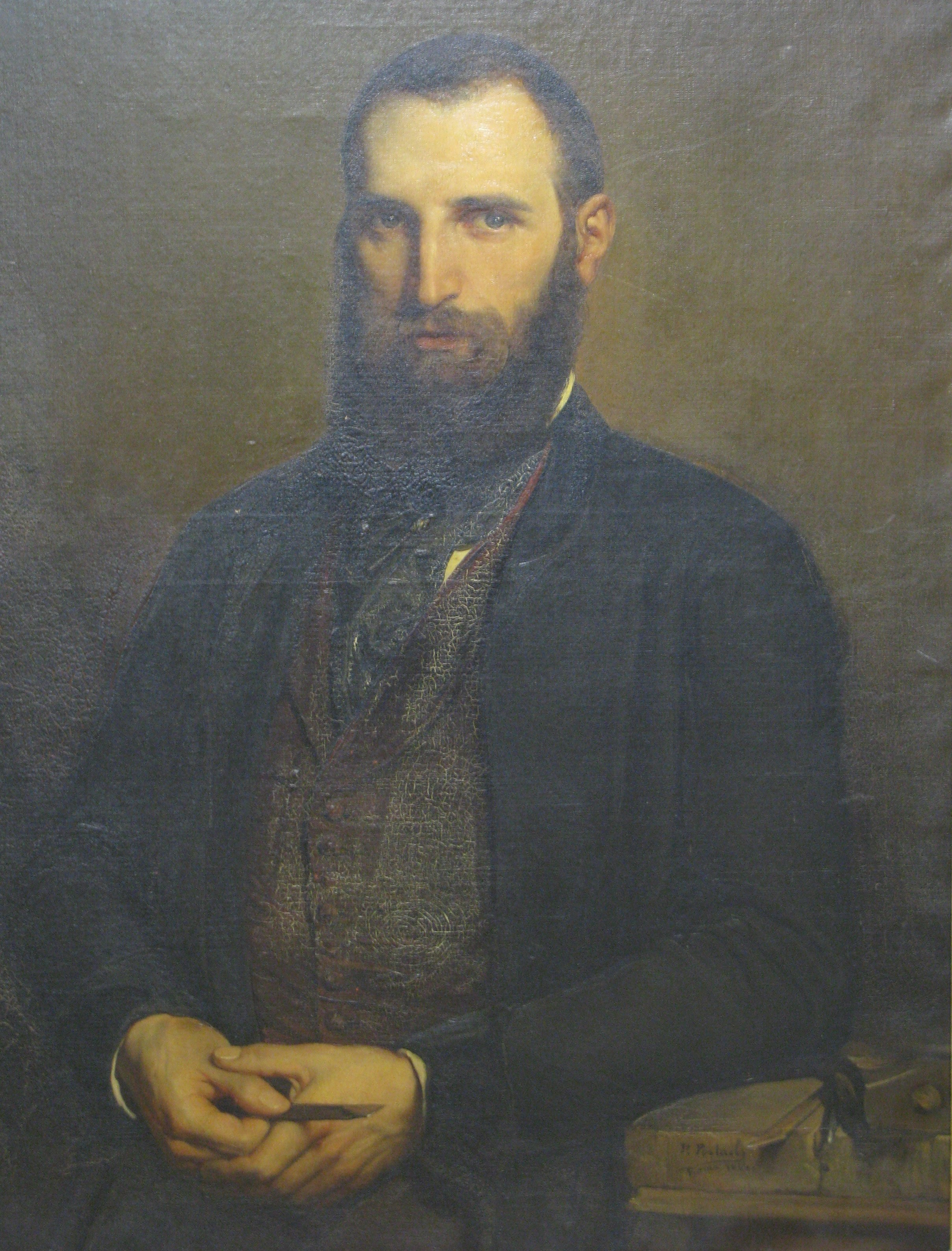
Jozef Tuerlinckx, in 1844 te Rome, door Jan Frans Portaels

Jozef Jan Tuerlinckx (Mechelen, 2 november 1809 - aldaar, 6 februari 1873) was een Belgisch beeldhouwer en kunstdocent.

## Biografie
Tuerlinckx volgde les aan de Koninklijke Academie voor Beeldende Kunsten van Mechelen bij Pieter Jan Tambuyser en later ook bij Jan-Frans van Geel. Na zijn verhuizing naar Den Haag zou hij ook in de leer bij Louis Royer geweest zijn. Hij verbleef in Parijs tussen 1836 en 1838.
Rond 1844 vertrok hij naar Rome en verbleef er enige tijd. Hij maakte in die tijd de buste van paus Gregorius XVI. Werken van hem hangen in de Sint-Juliaan-der-Vlamingen kerk in Rome.
Bij zijn terugkeer in Mechelen ging hij aan de slag als leerkracht aan de Mechelse Academie in 1850. Hij werd opgenomen in de Amsterdamse Koninklijke Academie van Beeldende Kunsten in 1856.
In tegenstelling tot wat wordt vermeld in de RKD-database, droeg Tuerlinckx niet de naam Bottemane. Het monument van Jacques Sturm in de Onze-Lieve-Vrouw-ter-Kapellekerk (1845) is ondertekend door Tuerlinckx en diens jonge Belgische collega Félicien Louis Bottemane (of Bottemanne).

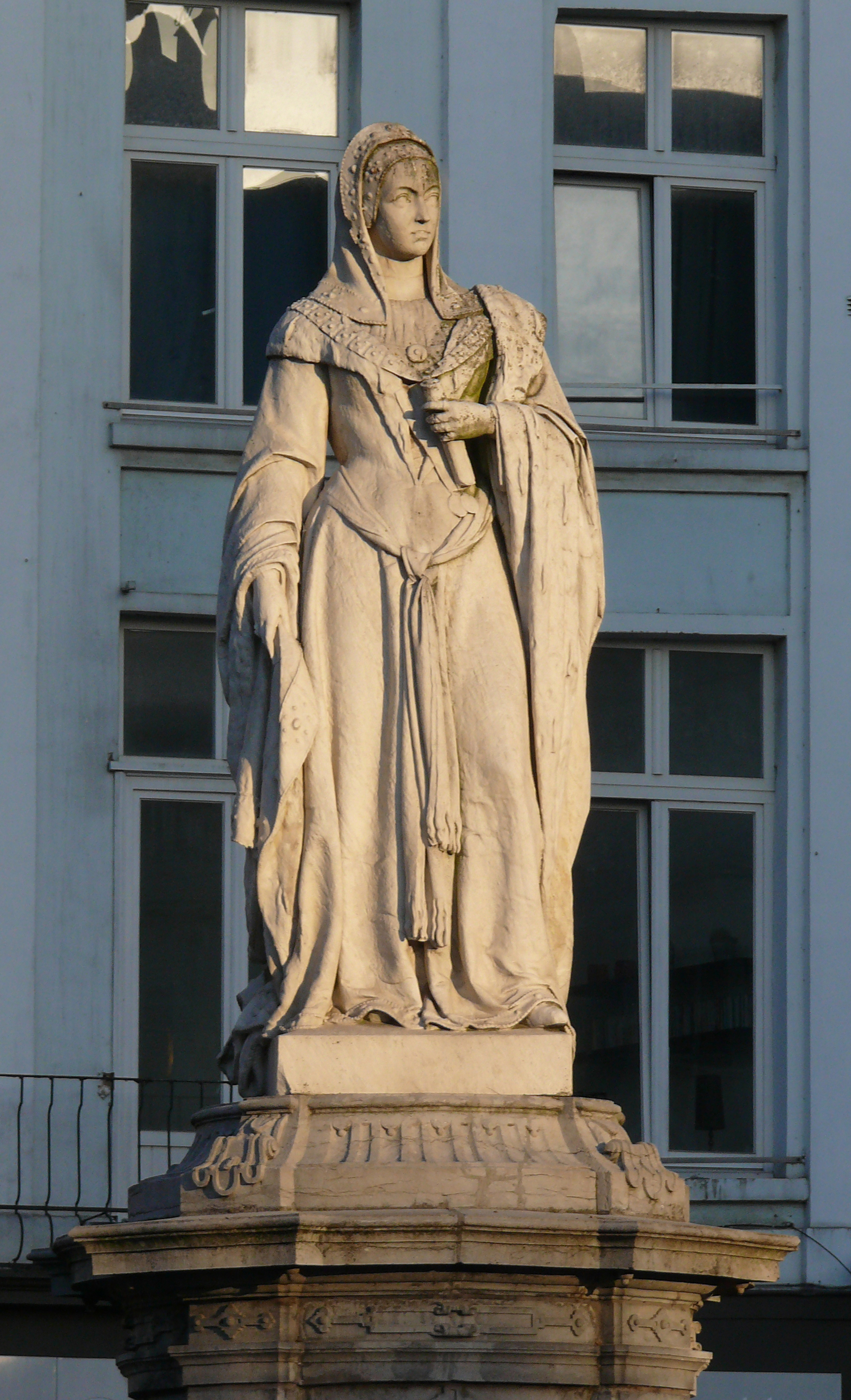
Standbeeld van Margaretha van Oostenrijk (1480-1530) op de Schoenmarkt te Mechelen (1849)

Van de hand van Jozef Jan Tuerlinckx is het standbeeld van Margaretha van Oostenrijk, dat voor de Sint-Romboutskathedraal van Mechelen staat.
- RKD-Nederlands Instituut voor Kunstgeschiedenis: 263033